# The Amsterdam Project
The Amsterdam Project is een Nederlands televisieprogramma van RTL 4. Het programma wordt gepresenteerd door Beau van Erven Dorens. Het eerste seizoen ging van start op 25 oktober 2016.
In het programma volgt Beau van Erven Dorens vijf Amsterdamse daklozen, die ondersteund worden in hun poging hun leven weer op  de rails te krijgen, door middel van een team met hulpverleners die 24/7 bereikbaar zijn. En een bankpas met daarop tienduizend euro.
Het programma werd goed ontvangen bij critici en kijkers. In mei 2017 werd bekend gemaakt dat het genomineerd was voor een Zilveren Nipkowschijf. Ook won het programma in 2017 De tv-beelden voor beste nieuwe format en beste reality.
Hierna maakte hij ook de vergelijkbare programma's Het Rotterdam Project en De Sleutel.